# Gillis van Coninxloo

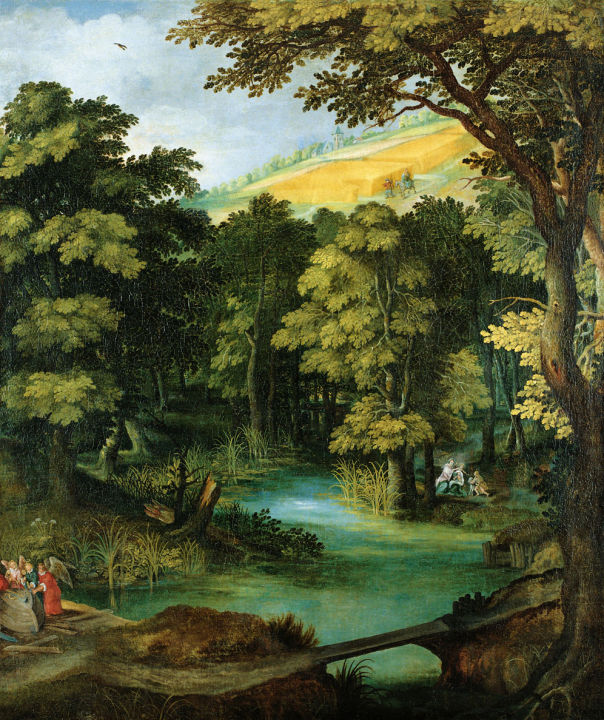
Paysage et scènes de la vie de Marie.

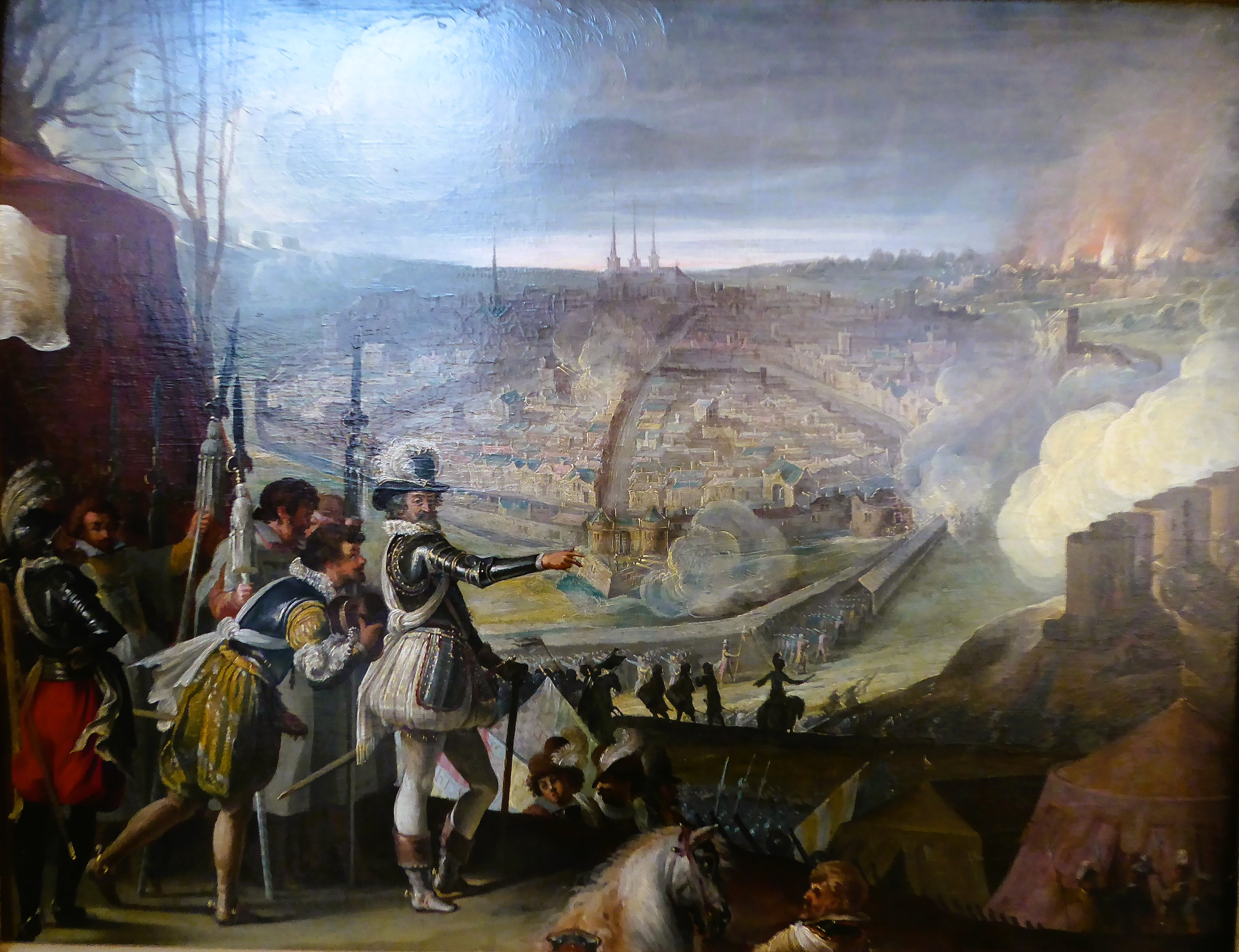
Siège d'une ville par Henri IV, musée des Beaux-Arts de Chartres.

Gillis van Coninxloo III (Anvers, 1544 – Amsterdam, 1606) est un peintre de paysage flamand de l'École d'Anvers.

## Biographie
Fils de Jan van Coninxloo le Jeune et de Elisabeth Hasaert, Gillis van Coninxloo III, fut, d’après Carel van Mander, successivement l’élève de Pieter Coecke van Aelst le Jeune, Lenaert Kroes et Gillis Mostaert dans sa ville natale ; après quoi, en 1570, il rejoignit la guilde de Saint-Luc locale, dont il est le maître jusqu'en 1585 et qui lui permet de gagner un succès rapide.
Après la chute d’Anvers en 1585, il se vit, parce qu'il était protestant, contraint de quitter la ville et, dès lors, de partir s’établir à Frankenthal, un bastion protestant du Palatinat en Allemagne. Là, d’autres peintres de paysages, également actifs, allaient être connus sous le nom collectif d’École de Frankenthal, dont Gillis van Coninxloo fut le principal représentant. En 1595 cependant, Gillis partit se fixer définitivement à Amsterdam.

## Œuvre peint
Gillis van Coninxloo fut le premier peintre important de paysages sylvestres et, en tant que tel, il exerça une grande influence sur l’art du paysage. Jusque-là, la vue panoramique avait été dominante. À la fin du XVIe siècle, on s’intéressa davantage aux éléments de paysage du plus proche environnement, comme une clairière. Cette évolution est visible par exemple dans les œuvres de Jan Brueghel l'Ancien et de Paul Bril. Il contribue donc à la formation du nouveau paysage baroque de son temps.
À Frankenthal, ce sont encore principalement des panoramas de bocages que Coninxloo va peindre. En cela, Pieter Schoubroeck et Anton Mirou font partie de son cercle. Par la suite, à Amsterdam, il commence à produire ses paysages sylvestres, caractérisés par une ligne d’horizon basse, des arbres disposés en groupes capricieux et, de façon générale, un plus grand réalisme. De la sorte, il a inauguré une riche tradition qui, en passant par Paul Bril et Jan Brueghel, allait conduire à des peintres comme Abraham Govaerts, Alexander Keirincx, Denis van Alsloot, Gijsbrecht Leytens et Roelandt Savery.

## Estimation
Un tableau de Gillis van Coninxloo a été estimé entre 100 000 $ et 150 000 $ dans une vente chez Christie's à New-York le 29 janvier 2015 ; il a été adjugé à 125 000 $.

## Œuvres
- Autriche
  - Paysage (vers 1600), Kunsthistorisches Museum, Vienne.
- Estonie
  - Paysage avec des épisodes de la vie de Marie, Kumu.
- États-Unis
  - Paysage avec Vénus et Adonis, Cleveland Museum of Art ;
  - Paysage sylvestre (1595), Getty Museum.
- France
  - Siège d'une ville par Henri IV (Chartres ?, Rouen ?) (vers 1594), musée des Beaux-Arts de Chartres, huile sur bois, acquisition à Nogent-le-Roi (collection Gillard), 1858 (inv. 923).
- Italie
  - Paysage avec chasse aux canards, Galerie Palatine, Palais Pitti, Florence.
- Liechtenstein
  - Paysage sylvestre (1598), musée Liechtenstein.
- Non localisé
  - Elias nourrissant les corbeaux.